# Процько Петро Миколайович
Процько Петро Миколайович (*1929, Редьківка, Ріпкинський район, Чернігівська область, УРСР) — український хоровий диригент, заслужений діяч мистецтв України.
Народився в селі Редьківці на Чернігівщині.
У 1984—86 роках керував Чернігівським народним хором.

## Виноски
1. ↑  Видатні представники Ріпкинського району [Архівовано 18 серпня 2013 у Wayback Machine.] на Ріпкинське відділення громадської організації в Києві «Товариство „Чернігівське земляцтво“» [Архівовано 21 січня 2012 у Wayback Machine.]
2. ↑  Архівована копія. Архів оригіналу за 5 травня 2021. Процитовано 25 березня 2022.{{cite web}}:  Обслуговування CS1: Сторінки з текстом «archived copy» як значення параметру title (посилання)